# Pikkujärvi (Jukkasjärvi socken, Lappland, 756310-175162)
Pikkujärvi är en sjö i Kiruna kommun i Lappland och ingår i Torneälvens huvudavrinningsområde. Sjön har en area på 0,0573 kvadratkilometer och ligger 355,8 meter över havet.

## Delavrinningsområde
Pikkujärvi ingår i det delavrinningsområde (756138-175222) som SMHI kallar för Ovan VDRID = 749164-179344 i Lainioälvens vattend*. Medelhöjden är 368 meter över havet och ytan är 17,99 kvadratkilometer. Räknas de 234 avrinningsområdena uppströms in blir den ackumulerade arean 3 626,29 kvadratkilometer. Lainioälven som avvattnar avrinningsområdet har biflödesordning 2, vilket innebär att vattnet flödar genom totalt 2 vattendrag innan det når havet efter 358 kilometer. Avrinningsområdet består mestadels av skog (51 procent) och sankmarker (42 procent). Avrinningsområdet har 1,22 kvadratkilometer vattenytor vilket ger det en sjöprocent på 6,8 procent.